# Cirina cana
Cirina cana är en fjärilsart som beskrevs av Felder 1874. Cirina cana ingår i släktet Cirina och familjen påfågelsspinnare. Inga underarter finns listade i Catalogue of Life.